# Walnut Ridge, Arkansas
Walnut Ridge là một thành phố thuộc quận Lawrence, tiểu bang Arkansas, Hoa Kỳ. Năm 2010, dân số của thành phố này là 4890 người.

## Dân số
- Dân số năm 2000: 4925 người.
- Dân số năm 2010: 4890 người.